# The Dangerous Book for Boys
The Dangerous Book for Boys – amerykański internetowy serial  (komedia) wyprodukowany przez Moonshot Entertainment, Amazon Studios oraz Sony Pictures Television, który jest luźną adaptacją noweli o tym samym tytule autorstwa Conn & Hal Iggulden.
Wszystkie 8 odcinków pierwszej serii zostało udostępnionych 30 marca 2018 roku na stronie internetowej platformy Amazon Studios.
Serial skupia się na rodzinie McKenna, która musi sobie poradzić po śmierci Patricka.

## Obsada

### Główna
- Chris Diamantopoulos jako Patrick i Terry McKenna[2]
- Gabriel Bateman jako Wyatt McKenna[3]
- Drew Logan Powell jako Dash McKenna
- Kyan Zielinski jako Liam McKenna[4]
- Erinn Hayes jako Beth McKenna[2]

### Role drugoplanowe
- Swoosie Kurtz jako Tiffany McKenna
- Athan Sporek jako Sam
- Sophia Valinotti jako Maya Fleishacker
- Luke Matheny jako Tree

## Odcinki
| Sezon | Odcinki | Oryginalna emisja w Amazon Studios | Oryginalna emisja w Amazon Studios |
| Sezon | Odcinki | Premiera sezonu                    | Finał sezonu                       |
| ----- | ------- | ---------------------------------- | ---------------------------------- |
| 1     | 6       | 30 marca 2018                      | 30 marca 2018                      |

### Sezon 1 (2018)
| Nr | Tytuł                    | Reżyseria     | Scenariusz                   | Premiera w Amazon Studios |
| -- | ------------------------ | ------------- | ---------------------------- | ------------------------- |
| 1  | How to Walk on the Moon  | Greg Mottola  | Greg Mottola, Bryan Cranston | 30 marca 2018             |
| 2  | How to Play Poker        | Greg Mottola  | Greg Mottola, Bryan Cranston | 30 marca 2018             |
| 3  | How to Be An Explorer    | Luke Matheny  | Michael Glouberman           | 30 marca 2018             |
| 4  | The Trojan War           | Luke Matheny  | Andrew Gottlieb              | 30 marca 2018             |
| 5  | How to Talk to Girls     | Todd Biermann | Brian Keith Etheridge        | 30 marca 2018             |
| 6  | How to Build a Treehouse | Ken Kwapis    | Laura Moran                  | 30 marca 2018             |

## Produkcja
8 maja 2017 roku, platforma Amazon ogłosiła zamówienie pierwszego sezonu

W czerwcu 2017 roku, poinformowano, że do obsady dołączył Gabriel Bateman.
Pod koniec sierpnia 2017 roku, ogłoszono, że w serialu zagra Kyan Zielinski jako Liam McKenna, Chris Diamantopoulos jako Patrick i Terry McKenna oraz Erinn Hayes jako Beth McKenna.